# Жінвала
Жінвала (груз. ჟინვალა) — село в Грузії.
За даними перепису населення 2014 року в селі проживає 121 особа.